# Správní obvod obce s rozšířenou působností Kroměříž
Správní obvod obce s rozšířenou působností Kroměříž je od 1. ledna 2003 jedním ze tří správních obvodů rozšířené působnosti obcí v okrese Kroměříž ve Zlínském kraji. Čítá 46 obcí.
Města Kroměříž, Hulín, Chropyně, Koryčany a Morkovice-Slížany jsou obcemi s pověřeným obecním úřadem.

## Seznam obcí
Poznámka: Města jsou vyznačena tučně, městyse kurzívou.
- Bařice-Velké Těšany
- Bezměrov
- Břest
- Cetechovice
- Dřínov
- Honětice
- Hoštice
- Hulín
- Chropyně
- Chvalnov-Lísky
- Jarohněvice
- Karolín
- Koryčany
- Kostelany
- Kroměříž
- Kunkovice
- Kvasice
- Kyselovice
- Litenčice
- Lubná
- Lutopecny
- Morkovice-Slížany
- Nítkovice
- Nová Dědina
- Pačlavice
- Počenice-Tetětice
- Prasklice
- Pravčice
- Rataje
- Roštín
- Skaštice
- Soběsuky
- Střílky
- Střížovice
- Sulimov
- Šelešovice
- Troubky-Zdislavice
- Uhřice
- Věžky
- Vrbka
- Záříčí
- Zástřizly
- Zborovice
- Zdounky
- Zlobice
- Žalkovice

## Obyvatelstvo
| Rok  | Obyv.  | ± %     |
| ---- | ------ | ------- |
| 1869 | 51 252 | —       |
| 1880 | 58 143 | +13,4 % |
| 1890 | 60 862 | +4,7 %  |
| 1900 | 63 642 | +4,6 %  |
| 1910 | 68 852 | +8,2 %  |

| Rok  | Obyv.  | ± %    |
| ---- | ------ | ------ |
| 1921 | 69 509 | +1 %   |
| 1930 | 70 344 | +1,2 % |
| 1950 | 65 134 | −7,4 % |
| 1961 | 68 502 | +5,2 % |
| 1970 | 67 637 | −1,3 % |

| Rok  | Obyv.  | ± %    |
| ---- | ------ | ------ |
| 1980 | 70 990 | +5 %   |
| 1991 | 70 290 | −1 %   |
| 2001 | 70 176 | −0,2 % |
| 2011 | 68 933 | −1,8 % |
| 2021 | 66 328 | −3,8 % |